# 三都区
三都区，是中华人民共和国海南省洋浦经济开发区下辖的一个行政管理区。
2015年8月6日，海南省人民政府批复同意将儋州市三都镇行政区域划入洋浦经济开发区。
2015年，海南省人民政府批复同意撤销三都镇，设立三都办事处，以原三都镇的行政区域为三都办事处的行政区域。。
2016年3月8日，三都区办事处正式挂牌成立。

## 行政区划
三都区下辖9个行政村：
三都村、南滩村、漾月村、旧州村、德义村、西照村、冠英村、棠柏村、颜村村。93个自然村。